# Sedum nudum
Sedum nudum — вид рослин з родини Товстолисті (Crassulaceae), ендемік Мадейри.

## Опис
Невисокий субчагарник до 10 см заввишки. Листки довгасті, блідо-зелені, 9 × 2 мм. Квіти до 9 мм упоперек, зеленувато-жовті, у вільно розгалужених волотеподібних суцвіттях, з'являються наприкінці літа.

## Поширення
Ендемік Мадейри (о. Мадейра, Дезерташ, Порту-Санту).
Вид зростає на прибережних скелях.